# Оґоуе е Де-Лак
Оґоуе е Де-Лак (фр. Ogooué et des lacs) — департамент Габону в провінції Моаян Оґове. Адміністративний центр — місто Ламбарене.

## Географія
Департамент Оґоуе е Де-Лак розташований у центральній частині країни, у центральноафриканских тропічних лісах навколо річки Оґове, на південний схід від столиці Лібревіль. 

## Топонім
Департамент Оґоуе е Де-Лак отримав назву від річки Оґоуе.

## Клімат
Сезон дощів починається у жовтні і закінчується в червні. 
| Клімат Оґоуе е Де-Лак                      | Клімат Оґоуе е Де-Лак | Клімат Оґоуе е Де-Лак | Клімат Оґоуе е Де-Лак | Клімат Оґоуе е Де-Лак | Клімат Оґоуе е Де-Лак | Клімат Оґоуе е Де-Лак | Клімат Оґоуе е Де-Лак | Клімат Оґоуе е Де-Лак | Клімат Оґоуе е Де-Лак | Клімат Оґоуе е Де-Лак | Клімат Оґоуе е Де-Лак | Клімат Оґоуе е Де-Лак | Клімат Оґоуе е Де-Лак |
| Показник                                   | Січ.                  | Лют.                  | Бер.                  | Квіт.                 | Трав.                 | Черв.                 | Лип.                  | Серп.                 | Вер.                  | Жовт.                 | Лист.                 | Груд.                 | Рік                   |
| Середній максимум, °C                      | 31,5                  | 32,2                  | 32,3                  | 32,5                  | 31,3                  | 28,9                  | 27,9                  | 28,4                  | 30,0                  | 31,0                  | 30,8                  | 30,9                  | 30,6                  |
| Середня температура, °C                    | 27,2                  | 27,6                  | 27,6                  | 27,8                  | 27,2                  | 25,3                  | 23,9                  | 24,7                  | 26,1                  | 26,9                  | 26,9                  | 27,1                  | 26,5                  |
| Середній мінімум, °C                       | 22,9                  | 22,9                  | 22,8                  | 23,1                  | 23,1                  | 21,7                  | 19,9                  | 20,9                  | 22,2                  | 22,8                  | 23,0                  | 23,2                  | 22,4                  |
| Середня кількість сонячних годин на місяць | 142,9                 | 145,2                 | 145,1                 | 143,1                 | 123,9                 | 74,2                  | 70,6                  | 53,4                  | 55,9                  | 70,9                  | 117,1                 | 129,4                 | 1271,7                |
| Норма опадів, мм                           | 175.3                 | 145.2                 | 253.8                 | 212.8                 | 162.2                 | 20.9                  | 3.2                   | 6.9                   | 71.0                  | 347.7                 | 393.9                 | 172.0                 | 1968.9                |
| Днів з опадами                             | 12,1                  | 10,7                  | 15,0                  | 14,1                  | 13,8                  | 2,9                   | 2,1                   | 5,1                   | 9,6                   | 21,9                  | 20,8                  | 12,5                  | 140,6                 |
| Вологість повітря, %                       | 83                    | 81                    | 81                    | 81                    | 83                    | 84                    | 82                    | 81                    | 80                    | 81                    | 83                    | 84                    | 82                    |
| ------------------------------------------ | --------------------- | --------------------- | --------------------- | --------------------- | --------------------- | --------------------- | --------------------- | --------------------- | --------------------- | --------------------- | --------------------- | --------------------- | --------------------- |

## Населення
За даними 2013 року чисельність населення становить 54 346 осіб.
| 2003   | 2013     |
| ------ | -------- |
| 47 812 | ▲ 54 346 |